# Joakim Pohlman
Joakim Birger Pohlman, född 7 maj 1969 i Markaryd, är en svensk politiker (socialdemokrat). Han är oppositionskommunalråd i Markaryds kommun och Ordförande i Trafiknämnden i Region Kronoberg.

## Biografi
Joakim Pohlman är född i Markaryd. Sedan 1987 är han anställd som reparatör på Smurfit Westrock AB i Timsfors. Där arbetar han, vid sidan av sina politiska uppdrag, någon dag i veckan. Han är medlem och ordförande i Svenska Pappersindustriarbetareförbundet avd 103.
Han har en bakgrund som militär. 1990–1992 var han stationerad i Libanon under FN-flagg. 1999–2000 var han stationerad i Kosovo på uppdrag av Nato. Han är medlem i Sveriges veteranförbund.

## Politikgärning
Joakim Pohlman valdes in i socialnämnden i Markaryds kommun 1998. 2001 blev han kommunalråd. 2001–2002 var han kommunstyrelsens ordförande. Från 2003 har han varit oppositionskommunalråd. 
Han valdes 1 januari 2019 till 2:e vice ordförande i regionala utvecklingsnämnden i Region Kronoberg. 2015–2018 var han ordförande för samma nämnd.
1 januari 2023 valdes han till 2:e vice ordförande i Trafiknämnden efter ett majoritetsskifte valdes han till ordförande i Trafiknämnden den 8 maj 2024  
Joakim Pohlman är ledamot i polisens insynsråd syd. 

## Privat
Pohlman bor i Markaryd och har två vuxna barn. Ett av hans största intressen är dykning.